# Jiquilpan (kommun)
Jiquilpan är en kommun i Mexiko.   Den ligger i delstaten Michoacán de Ocampo, i den centrala delen av landet, 400 km väster om huvudstaden Mexico City.
Följande samhällen finns i Jiquilpan:
- Jiquílpan de Juárez
- Francisco Sarabia
- Abadiano
- Colonia Niños Héroes
- Lagunita